# Eristalinus sexvittatus
Eristalinus sexvittatus är en tvåvingeart som först beskrevs av Jacques-Marie-Frangile Bigot 1859.  Eristalinus sexvittatus ingår i släktet slamflugor, och familjen blomflugor.
Artens utbredningsområde är Madagaskar. Inga underarter finns listade i Catalogue of Life.